# Zulfugar Makinski
 (juillet 2023).
Zulfugar Makinski (en azéri : Zülfüqar bəy Məhəmmədqulu bəy oğlu Makinski; né en 1885 à Erevan, Empire russe et mort après 1923) est un plénipotentiaire du ministère de la Protection de l'Azerbaïdjan en Arménie, député de la première convocation du Parlement démocratique de la République d'Arménie, responsable financier du Ministère de l'Alimentation de la RSS d'Azerbaïdjan, chef du département, frère de Teymur Bey Makinsky.

## Biographie
En 1918, Zulfugar Makinski est l'un des 6 députés (Asad Bey Aghabababeyov, Mirbaghir Mirbabayev, Seyid Reza Mirbababeyov, Mirza Jabbar Mammadzadeh, Achraf Agha Ismayilov, Zulfugar Makinski) qui sont élus au Parlement de la République démocratique d'Arménie sans élections.
Zulfugar Bey Makinski (membre du Parlement) est 3e sur la liste des candidats musulmans au Parlement arménien.
Du 21 au 23 juin 1919, les premières élections nationales de l'histoire de l'Arménie ont lieu. Des Arméniens, des Musulmans (Azéris), des Kurdes et des Aysors participent à l'élection. 3 des 16 candidats de l'Union des musulmans sans parti participant sous le numéro 7 sont élus membres du Parlement arménien. Cependant, les noms de seulement 2 d'entre eux sont connus : Asad Bey Agabababeyov et Mirbagir Mirbabayev. En 1918-1920, il  prend une part active aux activités du Conseil national musulman d'Erevan, de la Société caritative musulmane d'Erevan et des organisations des compatriotes du gouvernorat d'Erevan, opérant à Erevan et appartenant aux Turcs azerbaïdjanais.
Par décision du gouvernement azerbaïdjanais du 1er août 1919, Zulfugar Bey Makinsky est nommé au poste de plénipotentiaire du ministre de la Protection en Arménie.

## Réferences
1. ↑  Азербайджанская Демократическая Республика: 1918–1920: законодательные акты. Baku: Azərbaycan Nəşriyyatı. 1998.  (ISBN 978-9952-37-473-5).
2. ↑  Çingizoğlu, Ənvər (2011). Makinskilər/ Makinskis (PDF).
3. ↑  (ru) « ПЕРВЫЕ ДИПЛОМИРОВАННЫЕ ЮРИСТЫ АЗЕРБАЙДЖАНЦЫ », sur irs-az.com,‎ 2010 (consulté le 30 juin 2023)